# 穆罕默德-礼萨·哈塔米
穆罕默德-礼萨·哈塔米（波斯語：‎；1959年—），伊朗政治家、肾脏科医师。他是是伊朗前总统穆罕默德·哈塔米的弟弟。同时，他也是鲁霍拉·霍梅尼孙女扎赫拉·埃什拉吉的丈夫。
穆罕默德-礼萨·哈塔米在从政之前是一名肾脏科专家，为德黑兰医科大学的教职人员。2000年至2004年期间当选伊朗伊斯兰议会议员。在2001年至2002年及2003年至2004年期间曾两度担任伊斯兰议会第一副议长之职。他也是伊朗改革派最大政党伊斯兰伊朗参与阵线的首任总书记。
2020年3月28日，他声称自己感染2019冠状病毒病，并发布一个正在医院治疗的视频。